# Europees kampioenschap voetbal 1984/Selecties
Hieronder een overzicht van alle landen en alle spelers die hebben deelgenomen aan het Europees kampioenschap voetbal 1984 in Frankrijk.

## Groep 1

### België[1]
| België               | België                  | België | België | België             | België | België | België | België |
| №                    | Naam                    | Wed.   | Dlpnt. | Club               |        |        |        |        |
| -------------------- | ----------------------- | ------ | ------ | ------------------ | ------ | ------ | ------ | ------ |
| Doel                 |                         |        |        |                    |        |        |        |        |
| 1                    | Jean-Marie Pfaff        |        |        | FC Bayern München  |        |        |        |        |
| 12                   | Jacky Munaron           |        |        | RSC Anderlecht     |        |        |        |        |
| Verdediging          |                         |        |        |                    |        |        |        |        |
| 2                    | Georges Grün            |        |        | RSC Anderlecht     |        |        |        |        |
| 3                    | Paul Lambrichts         |        |        | KSK Beveren        |        |        |        |        |
| 4                    | Lei Clijsters           |        |        | Waterschei SV Thor |        |        |        |        |
| 5                    | Michel De Wolf          |        |        | KAA Gent           |        |        |        |        |
| 13                   | Marc Baecke             |        |        | KSK Beveren        |        |        |        |        |
| 15                   | René Verheyen           |        |        | Club Brugge        |        |        |        |        |
| Middenveld           |                         |        |        |                    |        |        |        |        |
| 6                    | Franky Vercauteren      |        |        | RSC Anderlecht     |        |        |        |        |
| 7                    | René Vandereycken       |        |        | RSC Anderlecht     |        |        |        |        |
| 8                    | Nico Claesen            |        |        | RFC Seraing        |        |        |        |        |
| 10                   | Ludo Coeck              |        |        | Internazionale     |        |        |        |        |
| 11                   | Jan Ceulemans           |        |        | Club Brugge        |        |        |        |        |
| 14                   | Walter De Greef         |        |        | RSC Anderlecht     |        |        |        |        |
| 16                   | Enzo Scifo              |        |        | RSC Anderlecht     |        |        |        |        |
| 19                   | Raymond Mommens         |        |        | Sporting Lokeren   |        |        |        |        |
| Aanval               |                         |        |        |                    |        |        |        |        |
| 9                    | Erwin Vandenbergh       |        |        | RSC Anderlecht     |        |        |        |        |
| 17                   | Eddy Voordeckers        |        |        | Waterschei SV Thor |        |        |        |        |
| 18                   | Alexandre Czerniatynski |        |        | RSC Anderlecht     |        |        |        |        |
| Bondscoach: Guy Thys |                         |        |        |                    |        |        |        |        |

### Denemarken[2]
| Denemarken               | Denemarken          | Denemarken | Denemarken | Denemarken        | Denemarken | Denemarken | Denemarken | Denemarken |
| №                        | Naam                | Wed.       | Dlpnt.     | Club              |            |            |            |            |
| ------------------------ | ------------------- | ---------- | ---------- | ----------------- | ---------- | ---------- | ---------- | ---------- |
| Doel                     |                     |            |            |                   |            |            |            |            |
| 1                        | Ole Kjær            |            |            | Esbjerg fB        |            |            |            |            |
| 16                       | Troels Rasmussen    |            |            | Aarhus GF         |            |            |            |            |
| 20                       | Ole Qvist           |            |            | KB                |            |            |            |            |
| Verdediging              |                     |            |            |                   |            |            |            |            |
| 2                        | Ole Rasmussen       |            |            | Hertha BSC        |            |            |            |            |
| 3                        | Søren Busk          |            |            | KAA Gent          |            |            |            |            |
| 4                        | Morten Olsen        |            |            | RSC Anderlecht    |            |            |            |            |
| 5                        | Ivan Nielsen        |            |            | Feyenoord         |            |            |            |            |
| 18                       | John Sivebæk        |            |            | Vejle BK          |            |            |            |            |
| Middenveld               |                     |            |            |                   |            |            |            |            |
| 6                        | Søren Lerby         |            |            | FC Bayern München |            |            |            |            |
| 7                        | Jens Jørn Bertelsen |            |            | RFC Seraing       |            |            |            |            |
| 8                        | Jesper Olsen        |            |            | AFC Ajax          |            |            |            |            |
| 9                        | Allan Simonsen      |            |            | Vejle BK          |            |            |            |            |
| 12                       | Jan Mølby           |            |            | AFC Ajax          |            |            |            |            |
| 13                       | John Lauridsen      |            |            | RCD Espanyol      |            |            |            |            |
| 18                       | Frank Arnesen       |            |            | RSC Anderlecht    |            |            |            |            |
| Aanval                   |                     |            |            |                   |            |            |            |            |
| 10                       | Preben Elkjær       |            |            | Sporting Lokeren  |            |            |            |            |
| 11                       | Klaus Berggreen     |            |            | SC Pisa           |            |            |            |            |
| 14                       | Michael Laudrup     |            |            | SS Lazio          |            |            |            |            |
| 17                       | Steen Thychosen     |            |            | Vejle BK          |            |            |            |            |
| 19                       | Kenneth Brylle      |            |            | RSC Anderlecht    |            |            |            |            |
| Bondscoach: Sepp Piontek |                     |            |            |                   |            |            |            |            |

### Frankrijk[3]
| Frankrijk                  | Frankrijk              | Frankrijk | Frankrijk | Frankrijk             | Frankrijk | Frankrijk | Frankrijk | Frankrijk |
| №                          | Naam                   | Wed.      | Dlpnt.    | Club                  |           |           |           |           |
| -------------------------- | ---------------------- | --------- | --------- | --------------------- | --------- | --------- | --------- | --------- |
| Doel                       |                        |           |           |                       |           |           |           |           |
| 1                          | Joël Bats              |           |           | AJ Auxerre            |           |           |           |           |
| 19                         | Philippe Bergeroo      |           |           | FC Toulouse           |           |           |           |           |
| 19                         | Albert Rust            |           |           | FC Sochaux            |           |           |           |           |
| Verdediging                |                        |           |           |                       |           |           |           |           |
| 2                          | Manuel Amoros          |           |           | AS Monaco             |           |           |           |           |
| 3                          | Jean-François Domergue |           |           | FC Toulouse           |           |           |           |           |
| 4                          | Maxime Bossis          |           |           | FC Nantes             |           |           |           |           |
| 5                          | Patrick Battiston      |           |           | Girondins de Bordeaux |           |           |           |           |
| 15                         | Yvon Le Roux           |           |           | AS Monaco             |           |           |           |           |
| 18                         | Thierry Tusseau        |           |           | Girondins de Bordeaux |           |           |           |           |
| Middenveld                 |                        |           |           |                       |           |           |           |           |
| 6                          | Luis Fernández         |           |           | Paris Saint-Germain   |           |           |           |           |
| 7                          | Jean-Marc Ferreri      |           |           | AJ Auxerre            |           |           |           |           |
| 8                          | Daniel Bravo           |           |           | AS Monaco             |           |           |           |           |
| 9                          | Bernard Genghini       |           |           | AS Monaco             |           |           |           |           |
| 10                         | Michel Platini         |           |           | Juventus              |           |           |           |           |
| 11                         | Bruno Bellone          |           |           | AS Monaco             |           |           |           |           |
| 12                         | Alain Giresse          |           |           | Girondins de Bordeaux |           |           |           |           |
| 13                         | Didier Six             |           |           | FC Mulhouse           |           |           |           |           |
| 14                         | Jean Tigana            |           |           | Girondins de Bordeaux |           |           |           |           |
| Aanval                     |                        |           |           |                       |           |           |           |           |
| 16                         | Dominique Rocheteau    |           |           | Paris Saint-Germain   |           |           |           |           |
| 17                         | Bernard Lacombe        |           |           | Girondins de Bordeaux |           |           |           |           |
| Bondscoach: Michel Hidalgo |                        |           |           |                       |           |           |           |           |

### Joegoslavië[4]
| Joegoslavië                   | Joegoslavië        | Joegoslavië | Joegoslavië | Joegoslavië         | Joegoslavië | Joegoslavië | Joegoslavië | Joegoslavië |
| №                             | Naam               | Wed.        | Dlpnt.      | Club                |             |             |             |             |
| ----------------------------- | ------------------ | ----------- | ----------- | ------------------- | ----------- | ----------- | ----------- | ----------- |
| Doel                          |                    |             |             |                     |             |             |             |             |
| 1                             | Zoran Simović      |             |             | Hajduk Split        |             |             |             |             |
| 12                            | Tomislav Ivković   |             |             | Rode Ster Belgrado  |             |             |             |             |
| Verdediging                   |                    |             |             |                     |             |             |             |             |
| 2                             | Nenad Stojković    |             |             | FK Partizan         |             |             |             |             |
| 3                             | Mirsad Baljić      |             |             | FK Željezničar      |             |             |             |             |
| 4                             | Srečko Katanec     |             |             | Olimpija Ljubljana  |             |             |             |             |
| 5                             | Velimir Zajec      |             |             | Dinamo Zagreb       |             |             |             |             |
| 6                             | Ljubomir Radanović |             |             | FK Partizan         |             |             |             |             |
| 13                            | Faruk Hadžibegić   |             |             | FK Sarajevo         |             |             |             |             |
| 14                            | Marko Elsner       |             |             | Rode Ster Belgrado  |             |             |             |             |
| 15                            | Branko Miljuš      |             |             | Hajduk Split        |             |             |             |             |
| Middenveld                    |                    |             |             |                     |             |             |             |             |
| 7                             | Miloš Šestić       |             |             | Rode Ster Belgrado  |             |             |             |             |
| 8                             | Ivan Gudelj        |             |             | Hajduk Split        |             |             |             |             |
| 9                             | Safet Sušić        |             |             | Paris Saint-Germain |             |             |             |             |
| 10                            | Mehmed Baždarević  |             |             | FK Željezničar      |             |             |             |             |
| 16                            | Dragan Stojković   |             |             | FK Radnički Niš     |             |             |             |             |
| 20                            | Borislav Cvetković |             |             | Dinamo Zagreb       |             |             |             |             |
| Aanval                        |                    |             |             |                     |             |             |             |             |
| 11                            | Zlatko Vujović     |             |             | Hajduk Split        |             |             |             |             |
| 17                            | Josip Čop          |             |             | Hajduk Split        |             |             |             |             |
| 18                            | Stjepan Deverić    |             |             | Dinamo Zagreb       |             |             |             |             |
| 19                            | Sulejman Halilović |             |             | Dinamo Vinkovci     |             |             |             |             |
| Bondscoach: Todor Veselinović |                    |             |             |                     |             |             |             |             |

## Groep 2

### Portugal[5]
| Portugal                     | Portugal             | Portugal | Portugal | Portugal          | Portugal | Portugal | Portugal | Portugal |
| №                            | Naam                 | Wed.     | Dlpnt.   | Club              |          |          |          |          |
| ---------------------------- | -------------------- | -------- | -------- | ----------------- | -------- | -------- | -------- | -------- |
| Doel                         |                      |          |          |                   |          |          |          |          |
| 1                            | Manuel Bento         |          |          | SL Benfica        |          |          |          |          |
| 12                           | Jorge Martins        |          |          | Vitória Setúbal   |          |          |          |          |
| 20                           | Vítor Damas          |          |          | Portimonense      |          |          |          |          |
| Verdediging                  |                      |          |          |                   |          |          |          |          |
| 8                            | António Veloso       |          |          | SL Benfica        |          |          |          |          |
| 9                            | João Pinto           |          |          | FC Porto          |          |          |          |          |
| 10                           | António Lima Pereira |          |          | FC Porto          |          |          |          |          |
| 11                           | Eurico Gomes         |          |          | FC Porto          |          |          |          |          |
| 16                           | António Bastos Lopes |          |          | SL Benfica        |          |          |          |          |
| 17                           | Álvaro Monteiro      |          |          | SL Benfica        |          |          |          |          |
| 18                           | Eduardo Luís         |          |          | FC Porto          |          |          |          |          |
| Middenveld                   |                      |          |          |                   |          |          |          |          |
| 4                            | Fernando Chalana     |          |          | SL Benfica        |          |          |          |          |
| 5                            | Vermelhinho          |          |          | FC Porto          |          |          |          |          |
| 7                            | Carlos Manuel        |          |          | SL Benfica        |          |          |          |          |
| 13                           | António Sousa        |          |          | FC Porto          |          |          |          |          |
| 14                           | António Frasco       |          |          | FC Porto          |          |          |          |          |
| 15                           | Jaime Pacheco        |          |          | FC Porto          |          |          |          |          |
| 19                           | Diamantino Miranda   |          |          | SL Benfica        |          |          |          |          |
| Aanval                       |                      |          |          |                   |          |          |          |          |
| 2                            | Tamagnini Nené       |          |          | SL Benfica        |          |          |          |          |
| 3                            | Rui Jordão           |          |          | Sporting Lissabon |          |          |          |          |
| 6                            | Fernando Gomes       |          |          | FC Porto          |          |          |          |          |
| Bondscoach: Fernando Cabrita |                      |          |          |                   |          |          |          |          |

### Roemenië[6]
| Roemenië                   | Roemenië           | Roemenië | Roemenië | Roemenië                 | Roemenië | Roemenië | Roemenië | Roemenië |
| №                          | Naam               | Wed.     | Dlpnt.   | Club                     |          |          |          |          |
| -------------------------- | ------------------ | -------- | -------- | ------------------------ | -------- | -------- | -------- | -------- |
| Doel                       |                    |          |          |                          |          |          |          |          |
| 1                          | Silviu Lung        |          |          | CS Universitatea Craiova |          |          |          |          |
| 12                         | Dumitru Moraru     |          |          | Dinamo Boekarest         |          |          |          |          |
| 20                         | Vasile Iordache    |          |          | Steaua Boekarest         |          |          |          |          |
| Verdediging                |                    |          |          |                          |          |          |          |          |
| 2                          | Mircea Rednic      |          |          | Dinamo Boekarest         |          |          |          |          |
| 3                          | Costică Ștefănescu |          |          | CS Universitatea Craiova |          |          |          |          |
| 4                          | Nicolae Ungureanu  |          |          | CS Universitatea Craiova |          |          |          |          |
| 6                          | Gino Iorgulescu    |          |          | Sportul Studențesc       |          |          |          |          |
| 8                          | Michael Klein      |          |          | Corvinul Hunedoara       |          |          |          |          |
| 13                         | Ioan Andone        |          |          | Dinamo Boekarest         |          |          |          |          |
| 16                         | Nicolae Negrilă    |          |          | CS Universitatea Craiova |          |          |          |          |
| Middenveld                 |                    |          |          |                          |          |          |          |          |
| 5                          | Aurel Țicleanu     |          |          | CS Universitatea Craiova |          |          |          |          |
| 10                         | László Bölöni      |          |          | ASA Târgu Mureș          |          |          |          |          |
| 11                         | Gheorghe Hagi      |          |          | Sportul Studențesc       |          |          |          |          |
| 14                         | Mircea Irimescu    |          |          | CS Universitatea Craiova |          |          |          |          |
| 15                         | Marin Dragnea      |          |          | Dinamo Boekarest         |          |          |          |          |
| 18                         | Ionel Augustin     |          |          | Dinamo Boekarest         |          |          |          |          |
| Aanval                     |                    |          |          |                          |          |          |          |          |
| 7                          | Marcel Coraș       |          |          | Sportul Studențesc       |          |          |          |          |
| 9                          | Rodion Cămătaru    |          |          | CS Universitatea Craiova |          |          |          |          |
| 17                         | Ion Adrian Zare    |          |          | FC Bihor Oradea          |          |          |          |          |
| 19                         | Romulus Gabor      |          |          | Corvinul Hunedoara       |          |          |          |          |
| Bondscoach: Mircea Lucescu |                    |          |          |                          |          |          |          |          |

### Spanje[7]
| Spanje                   | Spanje                  | Spanje | Spanje | Spanje          | Spanje | Spanje | Spanje | Spanje |
| №                        | Naam                    | Wed.   | Dlpnt. | Club            |        |        |        |        |
| ------------------------ | ----------------------- | ------ | ------ | --------------- | ------ | ------ | ------ | ------ |
| Doel                     |                         |        |        |                 |        |        |        |        |
| 1                        | Luis Arconada           |        |        | Real Sociedad   |        |        |        |        |
| 13                       | Paco Buyo               |        |        | Sevilla         |        |        |        |        |
| 20                       | Andoni Zubizarreta      |        |        | Athletic Bilbao |        |        |        |        |
| Verdediging              |                         |        |        |                 |        |        |        |        |
| 2                        | Santiago Urquiaga       |        |        | Athletic Bilbao |        |        |        |        |
| 3                        | José Antonio Camacho    |        |        | Real Madrid CF  |        |        |        |        |
| 4                        | Antonio Maceda          |        |        | Sporting Gijón  |        |        |        |        |
| 5                        | Andoni Goikoetxea       |        |        | Athletic Bilbao |        |        |        |        |
| 6                        | Rafael Gordillo         |        |        | Real Betis      |        |        |        |        |
| 12                       | Salva                   |        |        | Real Zaragoza   |        |        |        |        |
| 14                       | Julio Alberto           |        |        | FC Barcelona    |        |        |        |        |
| Middenveld               |                         |        |        |                 |        |        |        |        |
| 7                        | Juan Antonio Señor      |        |        | Real Zaragoza   |        |        |        |        |
| 8                        | Víctor Muñoz            |        |        | FC Barcelona    |        |        |        |        |
| 10                       | Ricardo Gallego         |        |        | Real Madrid CF  |        |        |        |        |
| 15                       | Roberto Fernández       |        |        | Valencia CF     |        |        |        |        |
| 16                       | Francisco López         |        |        | Sevilla         |        |        |        |        |
| Aanval                   |                         |        |        |                 |        |        |        |        |
| 9                        | Santillana              |        |        | Real Madrid CF  |        |        |        |        |
| 11                       | Francisco José Carrasco |        |        | FC Barcelona    |        |        |        |        |
| 17                       | Marcos Alonso           |        |        | FC Barcelona    |        |        |        |        |
| 18                       | Emilio Butragueño       |        |        | Real Madrid CF  |        |        |        |        |
| 19                       | Manuel Sarabia          |        |        | Athletic Bilbao |        |        |        |        |
| Bondscoach: Miguel Muñoz |                         |        |        |                 |        |        |        |        |

### West-Duitsland[8]
| West-Duitsland           | West-Duitsland        | West-Duitsland | West-Duitsland | West-Duitsland           | West-Duitsland | West-Duitsland | West-Duitsland | West-Duitsland |
| №                        | Naam                  | Wed.           | Dlpnt.         | Club                     |                |                |                |                |
| ------------------------ | --------------------- | -------------- | -------------- | ------------------------ | -------------- | -------------- | -------------- | -------------- |
| Doel                     |                       |                |                |                          |                |                |                |                |
| 1                        | Harald Schumacher     |                |                | 1. FC Köln               |                |                |                |                |
| 12                       | Dieter Burdenski      |                |                | Werder Bremen            |                |                |                |                |
| 20                       | Helmut Roleder        |                |                | VfB Stuttgart            |                |                |                |                |
| Verdediging              |                       |                |                |                          |                |                |                |                |
| 2                        | Hans-Peter Briegel    |                |                | 1. FC Kaiserslautern     |                |                |                |                |
| 3                        | Gerd Strack           |                |                | 1. FC Köln               |                |                |                |                |
| 4                        | Karlheinz Förster     |                |                | VfB Stuttgart            |                |                |                |                |
| 5                        | Bernd Förster         |                |                | VfB Stuttgart            |                |                |                |                |
| 7                        | Andreas Brehme        |                |                | 1. FC Kaiserslautern     |                |                |                |                |
| 15                       | Uli Stielike          |                |                | Real Madrid CF           |                |                |                |                |
| 18                       | Guido Buchwald        |                |                | VfB Stuttgart            |                |                |                |                |
| Middenveld               |                       |                |                |                          |                |                |                |                |
| 6                        | Wolfgang Rolff        |                |                | Hamburger SV             |                |                |                |                |
| 10                       | Norbert Meier         |                |                | Werder Bremen            |                |                |                |                |
| 13                       | Lothar Matthäus       |                |                | Borussia Mönchengladbach |                |                |                |                |
| 14                       | Ralf Falkenmayer      |                |                | Eintracht Frankfurt      |                |                |                |                |
| 16                       | Hans-Günter Bruns     |                |                | Borussia Mönchengladbach |                |                |                |                |
| 17                       | Pierre Littbarski     |                |                | 1. FC Köln               |                |                |                |                |
| 19                       | Rudolf Bommer         |                |                | Fortuna Düsseldorf       |                |                |                |                |
| Aanval                   |                       |                |                |                          |                |                |                |                |
| 8                        | Klaus Allofs          |                |                | 1. FC Köln               |                |                |                |                |
| 9                        | Rudi Völler           |                |                | Werder Bremen            |                |                |                |                |
| 11                       | Karl-Heinz Rummenigge |                |                | FC Bayern München        |                |                |                |                |
| Bondscoach: Jupp Derwall |                       |                |                |                          |                |                |                |                |